# Palazzo Gonzaga-Guerrieri

Stemma della famiglia Guerrieri Gonzaga

Palazzo Gonzaga-Guerrieri è uno storico edificio di Volta Mantovana, in provincia di Mantova.

## Storia
Il palazzo venne costruito verso il 1450 da Ludovico III Gonzaga, II marchese di Mantova e dalla consorte Barbara di Brandeburgo come villa di campagna, fra le colline Moreniche e nel clima salubre del vicino lago di Garda, a ridosso di una torre e di un tratto delle mura di difesa del borgo.
Passò di proprietà al figlio Rodolfo Gonzaga e quindi ai suoi figli Gianfrancesco ed Aloisio, che lo donarono nel 1515 a Ludovico Guerrieri, commissario dei Gonzaga a Volta. Nei primi anni del XIX secolo il palazzo fu di proprietà del marchese Tullo Guerrieri (1773-1845), che qui morì e con lui ebbe termine il ramo della famiglia.

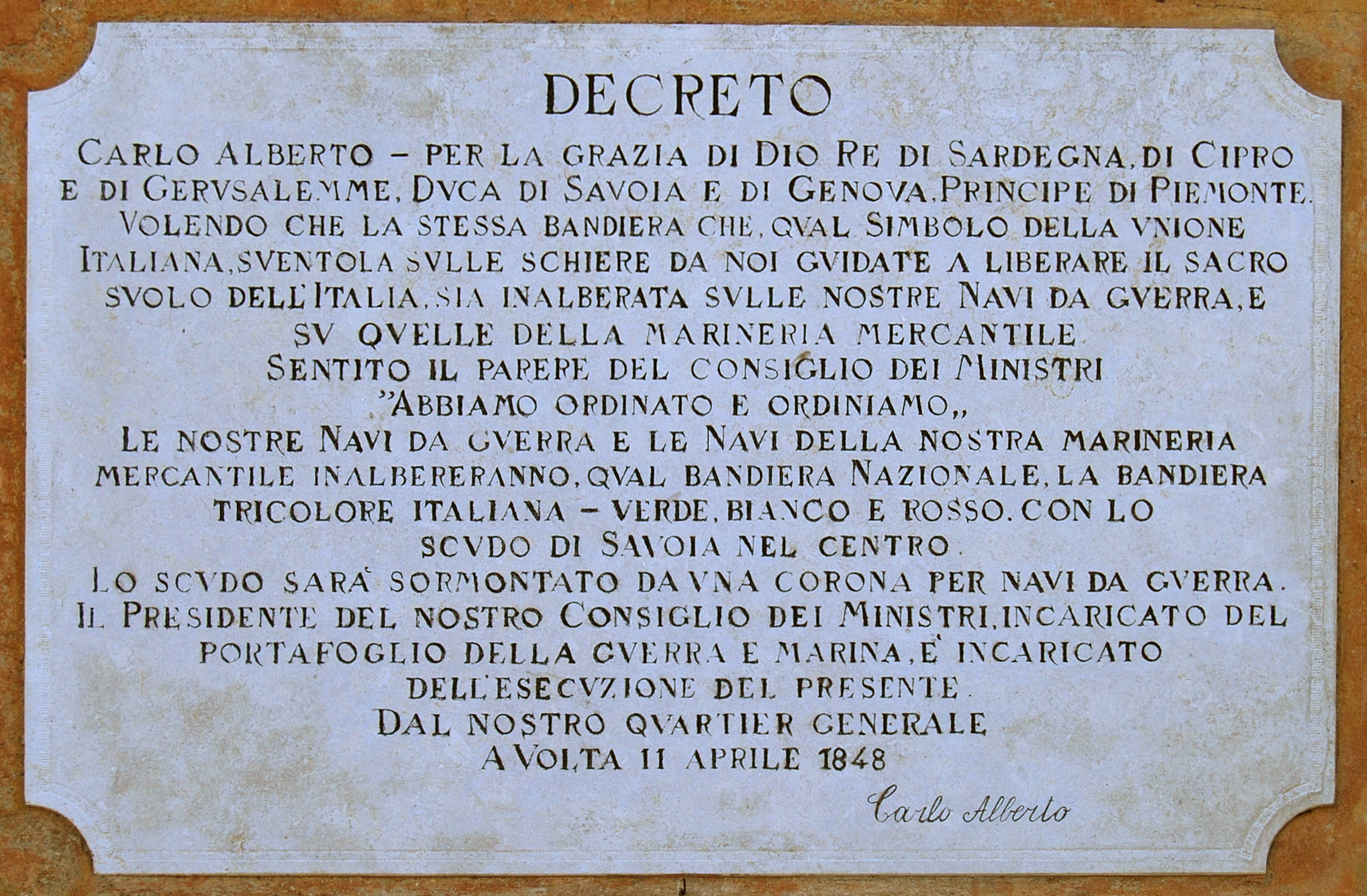
Lapide a memoria del re Carlo Alberto sulla facciata del Palazzo

Il palazzo, nel 1860 circa, venne ceduto al marchese Achille Gonzaga, del ramo cadetto dei Gonzaga di Vescovato e quindi alla figlia Costanza, moglie di Tullio Cavriani. Nel 1930 passò a Carlo Cavriani, che lo cedette infine, a metà degli anni ottanta al Comune di Volta Mantovana, che ne fece la sede municipale.

## Ospiti illustri
- Napoleone Bonaparte, nel 1796;
- Carlo Alberto di Savoia, re di Sardegna, che dal palazzo Gonzaga-Guerrieri, sede del suo quartier generale, l'11 aprile 1848, ordinò che la flotta militare e mercantile sabauda usasse come stemma il Tricolore, che ancora oggi rappresenta la bandiera della Marina Italiana;
- Francesco Giuseppe, imperatore d'Austria, che il 24 giugno 1859 assistette allo svolgersi della battaglia di Solferino e San Martino e dovette poi ritirarsi;
- Giuseppe Garibaldi, nel 1863;
- Amedeo di Savoia, nel 1866;
- Vittorio Emanuele III di Savoia, re d'Italia, nel 1909.[1]

## Descrizione
Il palazzo ha una facciata asimmetrica con portale in pietra sormontato da un balconcino in marmo e due file di finestre. Il tetto è abbellito da tre originali comignoli.
All'interno dell'edificio sono presenti soffitti lignei con decorazioni cinquecentesche mentre il piano terreno è ricco di affreschi. Al piano superiore il salone delle feste con affreschi del pittore neoclassico mantovano Paolo Zandalocca (1741-1828).
Suggestivo è il giardino all'italiana, costruito agli inizi del Cinquecento disposto su quattro piani asimmetrici, con terrazza panoramica ideata secondo gli schemi di un chiostro monacale. Le colonne in pietra provengono da monasteri e conventi soppressi in epoca napoleonica che furono salvate e portate ad abbellire il giardino.
Un tunnel collega il palazzo alle antiche scuderie, antistanti all'edificio, dove attualmente vengono allestite mostre e manifestazioni culturali.